# Жураковський Степан Васильович
Степан Васильович Жураковський (нар. 1906 — ?) — радянський діяч, механік, бригадир тракторної бригади Тираспольської МТС Молдавської АРСР. Депутат Верховної Ради СРСР 1-го скликання.

## Життєпис
Народився в селянській родині. Освіта початкова. З 1920 року — чорнороб цукрового заводу Білоцерківського району Київщини. З 1925 року працював у сільському господарсттві батьків.
У 1928—1933 роках — у Червоній армії, молодший командир. У 1929 році вступив до комсомолу.
Член ВКП(б) з 1931 року.
З 1933 року — механік, бригадир тракторної бригади Тираспольської машинно-тракторної станції (МТС) Молдавської АРСР.
На 1938 рік — заступник директора із політичної частини Тираспольської машинно-тракторної станції (МТС) Молдавської АРСР.